# Андерсон, Кармен
Кармели́та (Карме́н) А́ндерсон (до замужества — Бишоп) (англ. Carmelita (Carmen) Anderson, 18 июля 1955, Альбуэра, Филиппины) — норфолкский игрок в боулз. Чемпионка мира 1996 года.

## Биография
Кармен Андерсон родилась 18 июля 1955 года в филиппинском муниципалитете Альбуэра. 
Имеет гражданство Австралии. Выступает в соревнованиях по боулз за Остров Норфолк.
В 1994 году завоевала бронзовую медаль Игр Содружества в Виктории в одиночном разряде. Эта награда стала для Норфолка первой в истории Игр.
В 1996 году выиграла золотую медаль чемпионата мира в Аделаиде в одиночном разряде.
Завоевала 11 медалей Азиатско-Тихоокеанского чемпионата по боулз. В одиночном разряде выиграла четыре золотых (1991, 1993, 1995, 2004), три серебряных (2001, 2015, 2019), одну бронзовую (2011), в парном разряде — по одной золотой (1997), серебряной (2009), бронзовой (2015).
В 1999 году награждена медалью Ордена Австралии.